# Ronde van Frankrijk 2009/Vierde etappe
De vierde etappe van de Ronde van Frankrijk 2009 was een ploegentijdrit en werd verreden op dinsdag 7 juli 2009 over een afstand van 39,0 kilometer in en rond Montpellier. Het parcours was licht heuvelachtig en omdat de tijd van de vijfde renner telt, was het zaak om de boel heuvelop bijeen te houden. Het was de eerste ploegentijdrit sinds 2005, die het team van Discovery Channel won.

## Verloop

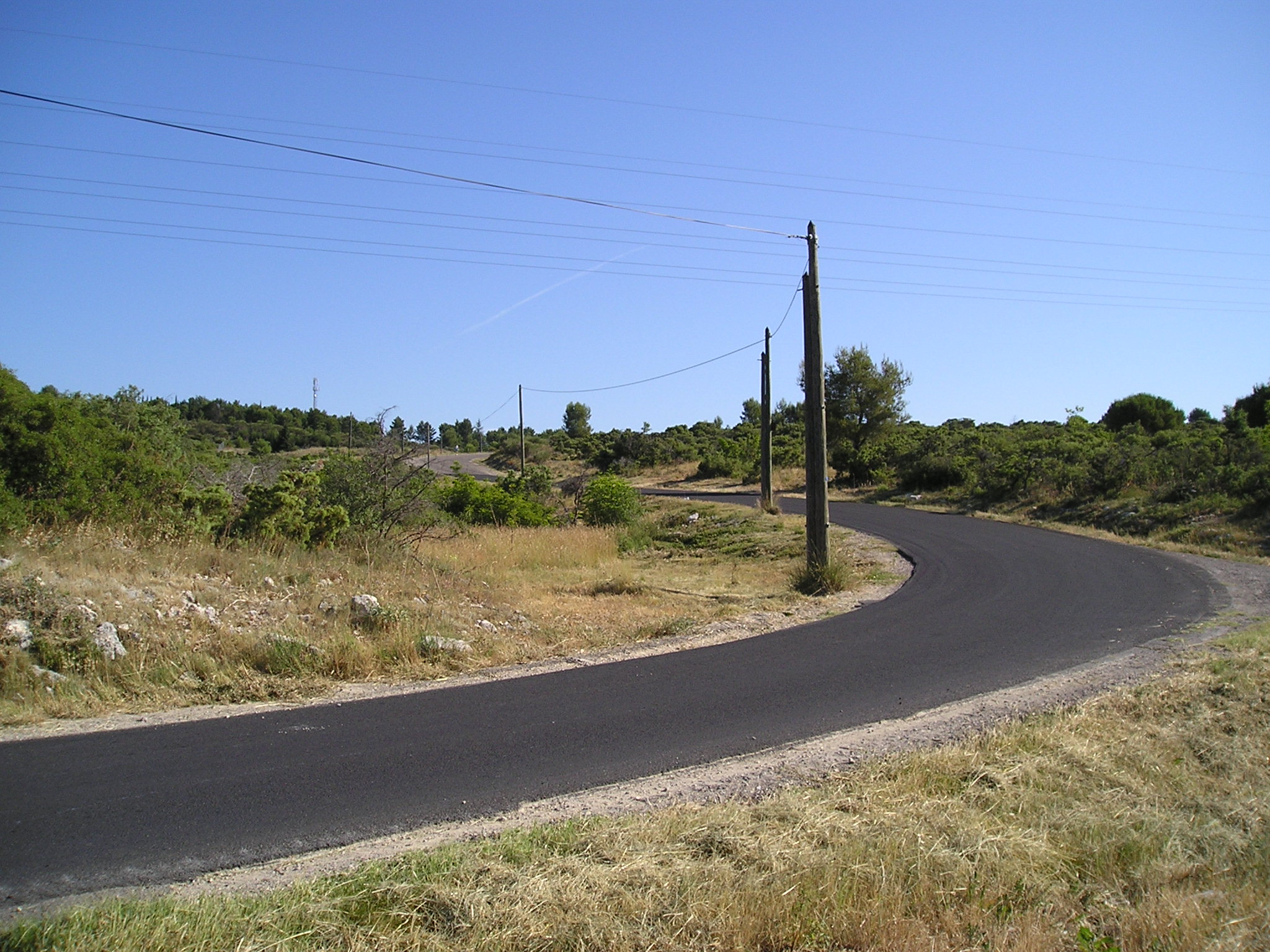
Op kilometer 17, de bocht waar velen vielen, inclusief Piet Rooijakkers.

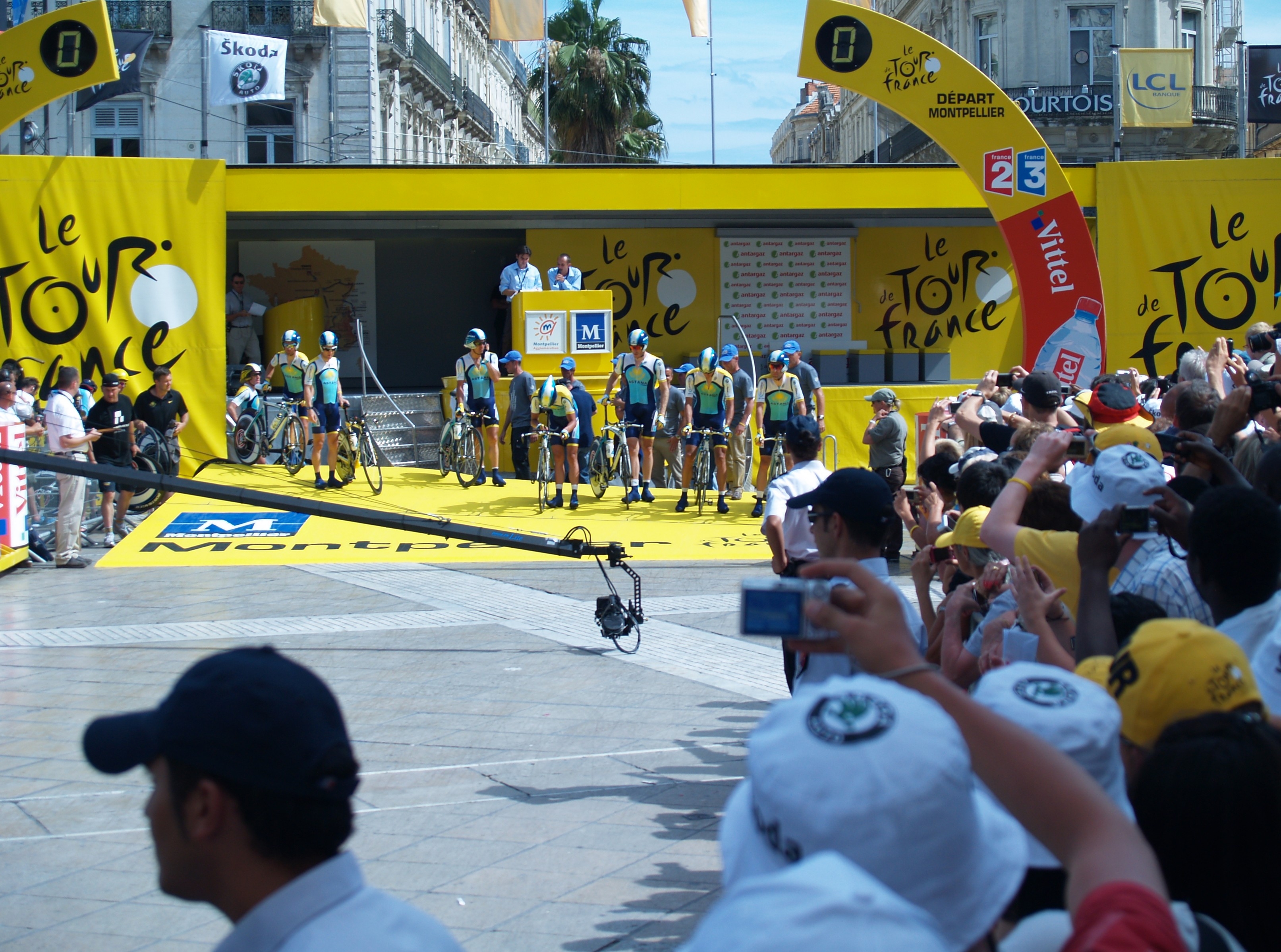
De Astana ploeg net voor de start in Montpellier.

Om 14:30 mocht Caisse d'Epargne als eerste beginnen aan de ploegentijdrit rondom Montpellier. Al snel bleek dat deze etappe, mede door het heuvelachtige en bochtige parcours, niet zomaar een standaard ploegentijdrit zou worden. Al in de eerste bocht ging Denis Mensjov tegen de vlakte. Piet Rooijakkers viel dermate hard dat hij de tour moest verlaten. De strijd om de eerste plaats beloofde zeer spannend te worden. Terwijl Team Garmin-Slipstream na de eerste tijdmeting nog de snelste was, begon Astana onder leiding van de indrukwekkend rijdende Lance Armstrong steeds sneller in te lopen. Bij de derde tijdmeting had de Astana-ploeg de achterstand op geletruidrager Fabian Cancellara zelfs met een seconde goedgemaakt. De Zwitser rook onraad en reed in het laatste deel onafgebroken aan kop, waardoor hij voor het geel nét genoeg overhield.

### Tussenstanden

#### Eerste tussenstand
In Grabels, na 10 km
| pos | ploeg                  | tijd      |
| --- | ---------------------- | --------- |
| 1   | Caisse d'Epargne       | 12' 35"   |
| 2   | Astana                 | op 0' 07" |
| '   | Team Garmin-Slipstream | op 0' 07" |
| 3   | Katjoesja              | op 0' 09" |
| 4   | Liquigas               | op 0' 12" |

#### Tweede tussenstand
In Murviel-lès-Montpellier, na 19,5 km
| pos | ploeg                  | tijd      |
| --- | ---------------------- | --------- |
| 1   | Astana                 | 25' 27"   |
| 2   | Team Garmin-Slipstream | op 0' 23" |
| 3   | Liquigas               | op 0' 34" |
| 4   | Team Saxo Bank         | op 0' 38" |
| 5   | Caisse d'Epargne       | op 0' 42" |

#### Derde tussenstand
In Pignan, na 30,5 km
| pos | ploeg                  | tijd      |
| --- | ---------------------- | --------- |
| 1   | Astana                 | 37' 32"   |
| 2   | Team Garmin-Slipstream | op 0' 17" |
| 3   | Team Saxo Bank         | op 0' 41" |
| 4   | Liquigas               | op 0' 48" |
| 5   | Team Columbia          | op 0' 57" |

## Uitslag
| Rang | Land             | Ploeg                  | Tijd      |
| ---- | ---------------- | ---------------------- | --------- |
| 1    | Kazachstan       | Astana                 | 37' 32"   |
| 2    | Verenigde Staten | Team Garmin-Slipstream | op 0' 18" |
| 3    | Denemarken       | Team Saxo Bank         | op 0' 40" |
| 4    | Italië           | Liquigas               | op 0' 58" |
| 5    | Verenigde Staten | Team Columbia          | op 0' 59" |
| 6    | Rusland          | Katjoesja              | op 1' 23" |
| 7    | Spanje           | Caisse d'Epargne       | op 1' 29" |
| 8    | Zwitserland      | Cervélo                | op 1' 37" |
| 9    | Frankrijk        | AG2R-La Mondiale       | op 1' 48" |
| 10   | Spanje           | Euskaltel-Euskadi      | op 2' 09" |

## Algemeen klassement
| Rang | Renner            | Land                | Ploeg                  | Tijd       |
| ---- | ----------------- | ------------------- | ---------------------- | ---------- |
|      | Fabian Cancellara | Zwitserland         | Team Saxo Bank         | 10h 38'07" |
| 2    | Lance Armstrong   | Verenigde Staten    | Astana                 | op 0'00"   |
| 3    | Alberto Contador  | Spanje              | Astana                 | op 19"     |
| 4    | Andreas Klöden    | Duitsland           | Astana                 | op 23"     |
| 5    | Levi Leipheimer   | Verenigde Staten    | Astana                 | op 31"     |
| 6    | Bradley Wiggins   | Verenigd Koninkrijk | Team Garmin-Slipstream | op 38"     |
| 7    | Haimar Zubeldia   | Spanje              | Astana                 | op 51"     |
| 8    | Tony Martin       | Duitsland           | Team Columbia          | op 52"     |
| 9    | David Zabriskie   | Verenigde Staten    | Team Garmin-Slipstream | op 1' 06"  |
| 10   | David Millar      | Verenigd Koninkrijk | Team Garmin-Slipstream | op 1' 07"  |

## Nevenklassementen

### Puntenklassement
| Rang | Renner          | Land                | Ploeg         | Punten |
| ---- | --------------- | ------------------- | ------------- | ------ |
|      | Mark Cavendish  | Verenigd Koninkrijk | Team Columbia | 70     |
| 2    | Thor Hushovd    | Noorwegen           | Cervélo       | 54     |
| 3    | Samuel Dumoulin | Frankrijk           | Cofidis       | 36     |

### Bergklassement
| Rang | Renner          | Land      | Ploeg              | Punten |
| ---- | --------------- | --------- | ------------------ | ------ |
|      | Jussi Veikkanen | Finland   | Française des Jeux | 9      |
| 2    | Tony Martin     | Duitsland | Team Columbia      | 6      |
| 3    | Koen de Kort    | Nederland | Skil-Shimano       | 6      |

### Jongerenklassement
| Rang | Renner          | Land      | Ploeg         | Tijd       |
| ---- | --------------- | --------- | ------------- | ---------- |
|      | Tony Martin     | Duitsland | Team Columbia | 10h 38'59" |
| 2    | Roman Kreuziger | Tsjechië  | Liquigas      | op 0' 39"  |
| 3    | Vincenzo Nibali | Italië    | Liquigas      | op 0' 44"  |

### Ploegenklassement
| Rang | Land             | Ploeg          | Tijd       |
| ---- | ---------------- | -------------- | ---------- |
|      | Kazachstan       | Astana         | 30h 20'33" |
| 2    | Denemarken       | Team Saxo Bank | + 02'33"   |
| 3    | Verenigde Staten | Team Columbia  | + 02'45"   |

1e etappe ·
2e etappe ·
3e etappe ·
4e etappe ·
5e etappe ·
6e etappe ·
7e etappe ·
8e etappe ·
9e etappe ·
10e etappe ·
11e etappe ·
12e etappe ·
13e etappe ·
14e etappe ·
15e etappe ·
16e etappe ·
17e etappe ·
18e etappe ·
19e etappe ·
20e etappe ·
21e etappe
Startlijst · Eindstanden · Afbeeldingen